# Ljudlandskap
Ljudlandskap, eller ljudskap utgör den sammantagna ljudupplevelsen eller ljudbilden i en omgivning och har beskrivits som en auditiv komponent av det mer omfattande begreppet landskap . I ljudlandskapet är upplevelsen av ljud i en kontext centralt och år 2014 definierades begreppet enligt ISO som; den akustiska miljön, såsom den uppfattas eller upplevs och/eller förstås av en eller flera personer, i sitt sammanhang. Parallellen till europeiska landskapskonventionens definition av landskap är tydlig. Enligt ISO-definitionen följer att ljudlandskapet innefattar en mängd olika ljud såsom; naturliga ljud t.ex. djurläten och ljud från naturfenomen, men också ljud skapade av människor, såsom komponerad musik som spelas (bakgrundsmusik) eller designat ljud, andra ljud från människors aktiviteter och arbete (tal, sorl), eller mekaniska ljud från bland annat maskiner. Studiet av ljudlandskap kallas ibland akustisk ekologi. Inom översiktlig och detaljerad planering och gestaltning av fysisk miljö, leder aktiviteterna längre än till studier av ljudlandskap. Förändringarna är resultatet av design av landskap, vilken inkluderar sonotop.
Buller är sådant som kan störa ("förorena") ett ljudlandskap. Buller, eller som det ofta definieras - oönskade ljud - har länge utgjort fokus då ljud i utemiljöer diskuterats och planerats. På senare tid har man i planeringsdiskursen även börjat uppmärksamma ljudlandskapets kvaliteter som viktiga att ta hänsyn till, inte minst på grund av potentialen att arbeta med vattenljud för att maskera buller. Ljudlandskapet kan också förbättras genom en rad andra åtgärder som främjar önskvärda ljud, exempelvis biotoper för fåglar, prasslande asplöv, ljudkonst, eller användandet av akustiskt mjuka material som växtjord.  
Synestesi kan göra att andra saker än ljud påverkar hur ljudlandskapet upplevs. Exempelvis kan den visuella kvaliteten hos en utemiljö påverka hur vi upplever buller. Förväntningar är också viktiga - i urbana miljöer förväntar vi oss en mer intensiv och "offentlig" miljö, och det som ibland slentrianmässigt kallas "buller" - exempelvis ljud av bilar - kan t.om. utgöra en kvalitet i vissa fall. 
Motsvarande engelska term soundscape brukar förknippas med den kanadensiska kompositören Raymond Murray Schafer. Schafer ledde under 1960-talet och framåt en forskargrupp där kvaliteten i ljudmiljö uppmärksammades. Tidigare hade forskningen främst handlat om buller. Begreppet beskrivs utförligt i boken The soundscape: our sonic environment and the tuning of the world . En uppdaterad beskrivning som inkluderar det nuvarande forskningsläget finns i boken Soundscape and the Built Environment. I Sverige bedrivs forskning om ljudlandskap bl.a. vid Stockholms Universitet, Konstfack, SLU, Chalmers och SP.
Utöver definitionen av ljudlandskap som beskrivits ovan rymmer begreppet även en rad andra betydelser - gemensamt är att kontextuella och/eller upplevelseaspekter av ljud är viktiga. Ljudlandskap har t.ex. använts för att beskriva allt från musikaliska kompositioner och konst till filmljud.

## Några begrepp

### Maskering
Maskering innebär att ett ljud överröstar ett annat och kan vara både positivt och negativt. Det kan till exempel handla om fallande vatten som överröstar trafikbuller eller en motorsåg som överröstar fågelsång.  Affärer som spelar musik kan ibland göra det med anledningen att maskera ljud som uppfattas som störande. Man brukar tala om två olika typer av maskering; energetic masking och informational masking. Energetic masking innebär att ett ljud fullständigt täcks av ett annat. Vid informational masking kan båda ljuden fortfarande höras, och maskeringen handlar istället om att fokus flyttas. Maskering används ibland i stadsplanering, men för att det ska fungera framgångsrikt krävs hänsyn till flera faktorer som ljudnivå, riktningar och ljudkaraktär. 

### Omslutenhet
Omslutenhet är en känsla hos lyssnaren att denne omsluts av ljud, och används oftast i positiv bemärkelse. Den kan ge effekten av trygghet eller en privat sfär.

### Lokalisation
När man saknar visuell kontakt med en källa så kan det vara svårt att veta varifrån ett visst ljud kommer. Ubikvitet är en känsla av auditiv förvirring och kännetecknas av att det är svårt eller omöjligt att avgöra varifrån ett ljud kommer. Det kännas som att ljudet kommer från överallt och ingenstans på samma gång vilket skapar en obehaglig känsla hos lyssnaren. En mildare grad av ubikvitet är delokalisation som innebär att man hör varifrån ett ljud förefaller komma, men man är medveten om att källan till ljudet befinner sig någon annanstans.
Inom akusmatiken behandlar man just denna relation mellan visuella och akustiska intryck.

## Ljudvandring
När man forskar om ljudlandskap och ljuds etnologi, förekommer det att man gör så kallade ljudvandringar eller ljudpromenader. Dessa kan utformas på olika sätt, och kan t.ex. innebära att man spelar in allt ljud medan man vistas i en viss miljö, till exempel en stad eller en fabrik. Sedan kan man i efterhand analysera platsens ljudskap utan visuella intryck.
Skivbolaget Sublime Frequencies har gett ut skivor med "fältupptagningar" av ljudlandskap.

## Ljudlandskap och hälsa
Olika ljudlandskap kan påverka vår hälsa på olika sätt. I forskningsprojektet Ljudlandskap för bättre hälsa nämner Kjell Spång att buller kan försämra vår hälsa genom att öka risken för stressrelaterade sjukdomar. Forskning har visat att bullerexponering går att koppla till hjärt-kärlsjukdomar, högt blodtryck, tinnitus och sömnsvårigheter. Ny forskning indikerar emellertid att det också finns en omvänd och positiv hälsoeffekt i upplevelsen av naturljud som katalysator vid återhämtning från stress .
Tysta områden är ett begrepp som förekommer allt oftare i planeringssammanhang och som innebär att områden avsätts som fredade för bullerexploatering. I praktiken handlar det ofta om befintliga naturområden med stora upplevelsekvaliteter. Genom att designera dessa som tysta säkerställs att framtida exploatering inte förstör upplevelsekvaliteten. När bullret begränsas tillåts naturens ljud att komma fram. Detta kan man då säga ger en "dubbel" hälsoeffekt.

## Ljudlandskap i olika verk
Ibland pratar man om ljudlandskapet i ett visst verk, det vill säga dess ljudsammansättning. Ett exempel är datorspel, vilket då bland annat innefattar spelets musik.